# Langues finisterre-huon
Les langues finisterre-huon sont une famille de langues papoues parlées en Papouasie-Nouvelle-Guinée, dans la péninsule Huon et dans la région des monts Finisterre.

## Classification
Les langues finisterre-huon sont rattachées à une famille hypothétique, les langues Trans-Nouvelle-Guinée. Cet ensemble est constitué par le rapprochement établi par McElhanon (1975) de deux familles, les langues finisterre et les langues huon.

## Liste des langues
Les deux familles constituant les langues finisterre-huon sont :
- langues huon
- langues finisterre